# Petschenihy
Petschenihy (ukrainisch Печеніги; russisch Печенеги Petschenegi) ist eine Siedlung städtischen Typs im Osten der Ukraine und war bis Juli 2020 das administrative Zentrum des gleichnamigen Rajons Petschenihy in der Oblast Charkiw mit etwa 5400 Einwohnern (2015).

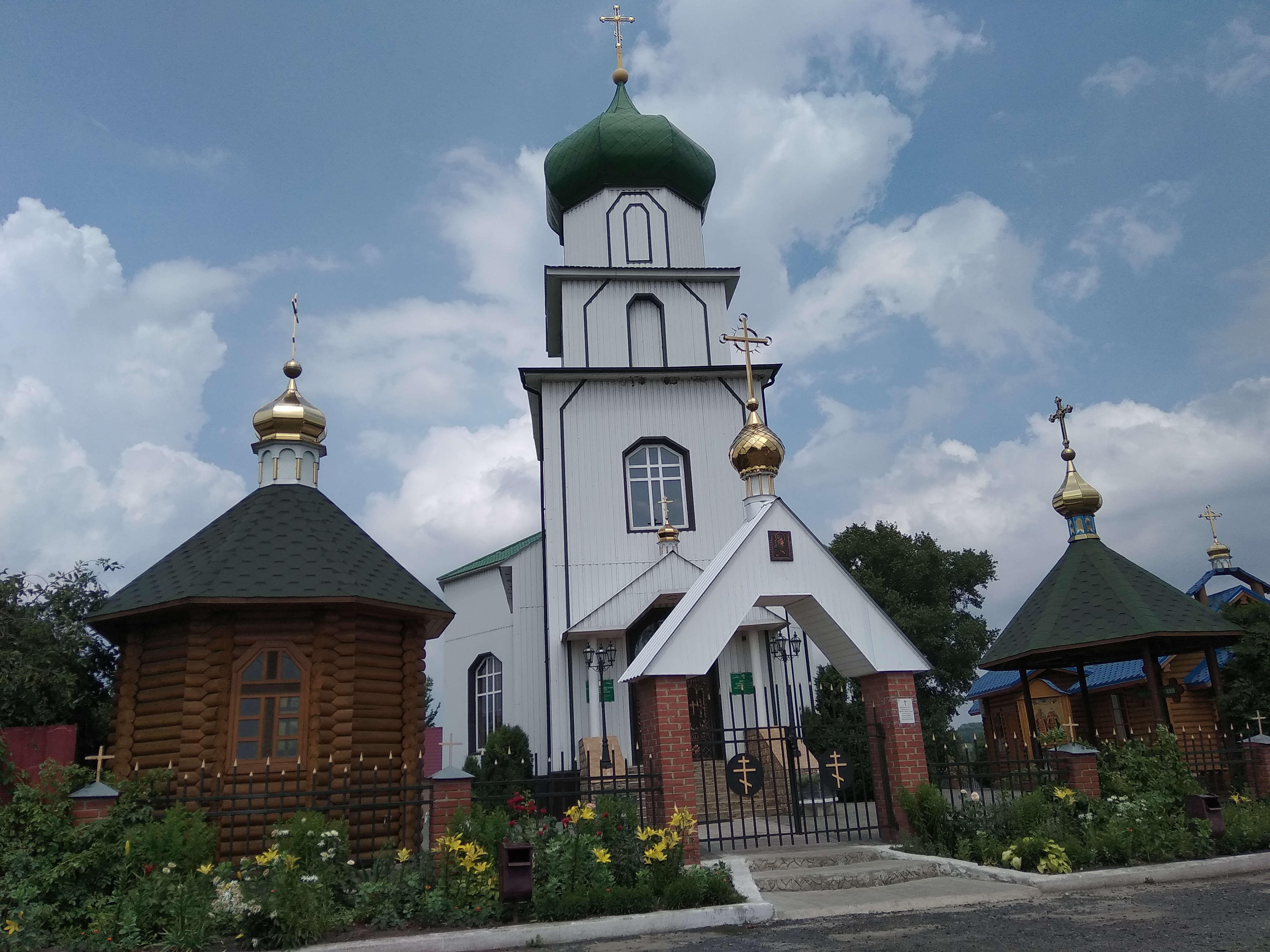
Kirche im Ort

## Geographie
Petschenihy liegt am rechten Ufern des zum über 86 km² Petschenihy-Stausee angestautem Donez, 50 km östlich des Oblastzentrums Charkiw.

## Geschichte
Erstmals erwähnt wurde Petschenihy im Jahr 1654.
Im Jahr 1923 wurde das Dorf das Verwaltungszentrum des neu gegründeten Rajons, von 1963 bis 1991 dann Bestandteil des Rajons Tschuhujiw.
1957 erhielt Petschenihy den Status einer Siedlung städtischen Typs.

## Verwaltungsgliederung
Am 12. Juni 2020 wurde die Siedlung zum Zentrum der neugegründeten Siedlungsgemeinde Petschenihy (Печенізька селищна громада/Petscheniska selyschtschna hromada). Zu dieser zählen auch die 11 in der untenstehenden Tabelle aufgelisteten Dörfer, bis dahin bildete sie zusammen mit den Dörfern Kyziwka, Prymorske und Pjatnyzke die gleichnamige Siedlungsratsgemeinde Petschenihy (Печенізька селищна рада/Petscheniska selyschtschna rada) im Süden des Rajons Petschenihy.
Am 17. Juli 2020 wurde der Ort ein Teil des Rajons Tschuhujiw.
Folgende Orte sind neben dem Hauptort Petschenihy Teil der Gemeinde:
| Name                                            | Name                           | Name                                                           |
| ukrainisch transkribiert                        | ukrainisch                     | russisch                                                       |
| ----------------------------------------------- | ------------------------------ | -------------------------------------------------------------- |
| Artemiwka                                       | Артемівка                      | Артёмовка (Artjomowka)                                         |
| Borschtschowa                                   | Борщова                        | Борщевая (Borschtschewaja)                                     |
| Haraschkiwka                                    | Гарашківка                     | Гарашковка (Garaschkowka)                                      |
| Husliwka                                        | Гуслівка                       | Гусловка (Guslowka)                                            |
| Kyziwka                                         | Кицівка                        | Кицевка (Kizewka)                                              |
| Martowe                                         | Мартове                        | Мартовое (Martowoje)                                           |
| Nowyj Burluk                                    | Новий Бурлук                   | Новый Бурлук (Nowy Burluk)                                     |
| Prymorske (bis 4. Februar 2016 Nowokomsomolske) | Приморське (Новокомсомольське) | Приморское (Primorskoje)/Новокомсомольское (Nowokomsomolskoje) |
| Perschowtrawnewe                                | Першотравневе                  | Першотравневое (Perschotrawnewoje)                             |
| Pjatnyzke                                       | П'ятницьке                     | Пятницкое (Pjatnizkoje)                                        |

## Bevölkerungsentwicklung
| 1959 | 1970 | 1979 | 1989 | 2001 | 2015 |
| ---- | ---- | ---- | ---- | ---- | ---- |
| 7578 | 6979 | 6851 | 6446 | 6039 | 5406 |

Quelle:

## Persönlichkeiten
- Dmitri Bobyljow (1842–1917), Physiker und Mathematiker
- Henryk Siemiradzki (1843–1902), ukrainischer und polnischer Maler
- Grigori Iwanowitsch Petrowski (1878–1958), ukrainisch-sowjetischer Revolutionär und Politiker